# François Beauchemin
François Beauchemin [Fransoa Bošmen] (* 4. červen 1980, Sorel-Tracy, Kanada) je bývalý kanadský profesionální hokejový obránce. V roce 2007 vyhrál Stanley Cup s týmem Anaheim Ducks a s tímto týmem také v roce 2018 ukončil kariéru.

## Ocenění a úspěchy
- 1996/97 QMJHL All-Rookie Team
- 1999/00 CHL Third All-Star Team
- 1999/00 QMJHL Second All-Star Team

## Klubové statistiky
| Sezona         | Klub                         | Soutěž         | Základní část | Základní část | Základní část | Základní část | Základní část | Play off | Play off | Play off | Play off | Play off |
| Sezona         | Klub                         | Soutěž         | Z             | G             | A             | B             | TM            | Z        | G        | A        | B        | TM       |
| -------------- | ---------------------------- | -------------- | ------------- | ------------- | ------------- | ------------- | ------------- | -------- | -------- | -------- | -------- | -------- |
| 1995/1996      | Richelieu                    | QAAA           | 40            | 9             | 23            | 32            | 59            | —        | —        | —        | —        | —        |
| 1996/1997      | Laval Titan Collège Français | QMJHL          | 66            | 7             | 20            | 27            | 112           | 3        | 0        | 0        | 0        | 2        |
| 1997/1998      | Laval Titan Collège Français | QMJHL          | 70            | 12            | 35            | 47            | 132           | 16       | 1        | 3        | 4        | 23       |
| 1998/1999      | Acadie-Bathurst Titan        | QMJHL          | 31            | 4             | 17            | 21            | 53            | 23       | 2        | 16       | 18       | 55       |
| 1999/2000      | Acadie-Bathurst Titan        | QMJHL          | 38            | 11            | 36            | 47            | 64            | —        | —        | —        | —        | —        |
| 1999/2000      | Moncton Wildcats             | QMJHL          | 33            | 8             | 31            | 39            | 35            | 16       | 2        | 11       | 13       | 14       |
| 2000/2001      | Quebec Citadelles            | AHL            | 56            | 3             | 6             | 9             | 44            | —        | —        | —        | —        | —        |
| 2001/2002      | Mississippi Sea Wolves       | ECHL           | 7             | 1             | 3             | 4             | 2             | —        | —        | —        | —        | —        |
| 2001/2002      | Quebec Citadelles            | AHL            | 56            | 8             | 11            | 19            | 88            | 3        | 0        | 1        | 1        | 0        |
| 2002/2003      | Hamilton Bulldogs            | AHL            | 75            | 7             | 21            | 28            | 92            | 23       | 1        | 9        | 10       | 16       |
| 2002/2003      | Montreal Canadiens           | NHL            | 1             | 0             | 0             | 0             | 0             | —        | —        | —        | —        | —        |
| 2003/2004      | Hamilton Bulldogs            | AHL            | 77            | 9             | 27            | 36            | 57            | 10       | 2        | 4        | 6        | 18       |
| 2004/2005      | Syracuse Crunch              | AHL            | 72            | 3             | 27            | 30            | 55            | —        | —        | —        | —        | —        |
| 2005/2006      | Columbus Blue Jackets        | NHL            | 11            | 0             | 2             | 2             | 11            | —        | —        | —        | —        | —        |
| 2005/2006      | Anaheim Ducks                | NHL            | 61            | 8             | 26            | 34            | 41            | 16       | 3        | 6        | 9        | 11       |
| 2006/2007      | Anaheim Ducks                | NHL            | 71            | 7             | 21            | 28            | 49            | 20       | 4        | 4        | 8        | 16       |
| 2007/2008      | Anaheim Ducks                | NHL            | 82            | 2             | 19            | 21            | 59            | 6        | 0        | 0        | 0        | 26       |
| 2008/2009      | Anaheim Ducks                | NHL            | 20            | 4             | 1             | 5             | 12            | 13       | 1        | 0        | 1        | 15       |
| 2009/2010      | Toronto Maple Leafs          | NHL            | 82            | 5             | 21            | 26            | 33            | —        | —        | —        | —        | —        |
| 2010/2011      | Toronto Maple Leafs          | NHL            | 54            | 2             | 10            | 12            | 16            | —        | —        | —        | —        | —        |
| 2010/2011      | Anaheim Ducks                | NHL            | 27            | 3             | 2             | 5             | 16            | 6        | 0        | 2        | 2        | 2        |
| 2011/2012      | Anaheim Ducks                | NHL            | 82            | 8             | 14            | 22            | 48            | —        | —        | —        | —        | —        |
| 2012/2013      | Anaheim Ducks                | NHL            | 48            | 6             | 18            | 24            | 22            | 7        | 2        | 4        | 6        | 4        |
| 2013/2014      | Anaheim Ducks                | NHL            | 70            | 4             | 13            | 17            | 39            | 13       | 0        | 4        | 4        | 2        |
| 2014/2015      | Anaheim Ducks                | NHL            | 64            | 11            | 12            | 23            | 48            | 16       | 0        | 9        | 9        | 2        |
| 2015/2016      | Colorado Avalanche           | NHL            | 82            | 8             | 26            | 34            | 38            | —        | —        | —        | —        | —        |
| 2016/2017      | Colorado Avalanche           | NHL            | 81            | 5             | 13            | 18            | 32            | —        | —        | —        | —        | —        |
| Celkem v NHL   | Celkem v NHL                 | Celkem v NHL   | 836           | 73            | 198           | 271           | 464           | 97       | 10       | 29       | 39       | 78       |
| Celkem v AHL   | Celkem v AHL                 | Celkem v AHL   | 336           | 30            | 92            | 122           | 336           | 36       | 3        | 14       | 17       | 34       |
| Celkem v QMJHL | Celkem v QMJHL               | Celkem v QMJHL | 238           | 42            | 140           | 182           | 416           | 58       | 5        | 30       | 35       | 94       |